# مانگاتاآهوآنجی
مانگاتاآهوآنجی (به لاتین: Mangataboahangy) یک منطقهٔ مسکونی در ماداگاسکار است که در Ambatofinandrahana District واقع شده‌است.
 مانگاتاآهوآنجی  ۸٬۰۰۰ نفر جمعیت دارد و ۱٬۰۹۲ متر بالاتر از سطح دریا واقع شده‌است.